# Rue Jules Besme
 (août 2025).
Motif : Rue sans notoriété évidente. Sources secondaires semblent absentes.
- Archive Wikiwix
- Bing
- Cairn
- DuckDuckGo
- E. Universalis
- Gallica
- Google
- G. Books
- G. News
- G. Scholar
- Persée
- Qwant
- (zh) Baidu
- (ru) Yandex
- (wd) trouver des œuvres sur Wikidata

| 1. | Préciser le motif de la pose du bandeau. | Précisez le motif de la pose du bandeau en utilisant la syntaxe suivante : {{admissibilité à vérifier\|date=août 2025\|motif=remplacez ce texte par le motif}}                       |
| 2. | Informer les utilisateurs concernés.     | Pensez à avertir le créateur de l'article, par exemple, en insérant le code ci-dessous sur sa page de discussion : {{subst:avertissement admissibilité à vérifier\|Rue Jules Besme}} |

La rue Jules Besme (en néerlandais : Jules Besmestraat) est une rue bruxelloise de la commune de Koekelberg.
Le nom de la rue fait référence à l'inspecteur voyer Jules Besme. À ne pas confondre avec l'architecte et urbaniste belge Victor Besme, et l'avenue Besme à Forest.

## Situation
Longue de 587 mètres, sa numérotation va de 1 à 175 pour le côté impair et de 2 à 166 pour le côté pair la rue Jules Besme va de la Avenue du Panthéon à l’Avenue du Karreveld en croissant vers son centre l'Avenue Seghers .